# Вальяна, Педро
Педро Вальяна (исп. Pedro Vallana Jeanguenat; 29 ноября 1897, Гечо, Страна Басков — 4 июля 1980, Монтевидео) — испанский футболист, игравший на позиции защитника. По завершении игровой карьеры — футбольный арбитр и тренер. Серебряный медалист Олимпийских игр 1920 года.

## Спортивная карьера
На протяжении всей футбольной карьеры защищал цвета одного клуба — «Аренаса» (Гечо). Трижды играл в финалах национального Кубка Испании. В 1917 и 1925 годах его команда соответственно уступила «Мадриду» и «Барселоне», а в 1919 году в дополнительное время была одержана победа над «Барселоной» (5:2, хет-трик на счёту Феликса Сесумаги).
В 1920 году была образована национальная сборная Испании, которая поехала на Олимпийский турнир в Антверпен. На первый официальный матч против сборной Дании Педро Вальяна остался на скамейке запасных, а в следующем — против сборной Бельгии — заменил в основе Луиса Отеро. Всего на турнире принял участие в четырёх играх, в том числе и в матче за «бронзу» против сборной Голландии (3:1). Позже Международный олимпийский комитет дисквалифицировал сборную Чехословакии, которая посчитала предвзятым судейство в финале турнира, и серебряные награды получили испанцы.
Принимал участие и в следующих двух Олимпиадах (1924, 1928 годов), однако там сборная Испании не смогла вмешаться в борьбу за награды. Именно на соревнованиях в Амстердаме провёл свой последний, двенадцатый, матч в футболке национальной команды, который завершился убедительной победой над сборной Мексики (7:1).
В первом розыгрыше испанского чемпионата выполнял обязанности играющего тренера. В Примере сыграл только один матч — 17 февраля 1929 против барселонской «Европы» (2:5). В конце этого сезона дебютировал в чемпионате как футбольный арбитр: обслуживал поединок столичного «Атлетико» и барселонской «Европы». За восемь сезонов провёл в элитной лиге испанского футбола в качестве главного арбитра 33 матча.
Летом 1936 года в Испании началась гражданская война, и футбольная жизнь остановилась. В течение 1937—1938 годов был главным тренером сборной Страны Басков, которая проводила турне по странам Европы и Южной Америки и помогала средствами пострадавшим в этой войне. 15 июля баски провели поединок в Киеве с клубом «Динамо». Игра завершилась победой гостей со счётом 3:1; хет-триком отметился Лангара, а единственный мяч у хозяев забил Виктор Шиловский.
Во второй половине 1938 года команда Басконии приехала в Аргентину, где должна была провести несколько матчей с ведущими клубами страны. Но аргентинское правительство решило не обострять отношений с генералом Франко и запретило своим командам играть с пиренейцами. У басков закончились средства, что спровоцировало внутренний конфликт в команде. Чтобы не обострять ситуацию, Педро Вальяна ушёл с поста главного тренера.
Далее их пути разошлись — команда через Кубу вернулась в Мексику, где под названием «Депортиво Эускади» стала вице-чемпионом Мексики 1939 года. Педро Вальяна же поехал в Уругвай. Работал спортивным обозревателем в одной из столичных газет и продолжал выходить на футбольное поле в качестве главного арбитра в матчах чемпионата Уругвая.
Умер в Уругвае в 1980 году.

## Достижения
Аренас
- Победитель Кубка Испании (1): 1919
- Финалист Кубка Испании (2): 1917, 1925

Испания
- Вице-чемпион Олимпийских игр (1): 1920